# Heterogamus alluaudi
Heterogamus alluaudi är en stekelart som beskrevs av Szepligeti 1914. Heterogamus alluaudi ingår i släktet Heterogamus och familjen bracksteklar. Inga underarter finns listade i Catalogue of Life.